# Crytea superbula
Crytea superbula là một loài tò vò trong họ Ichneumonidae.